# Austin Mardon
Austin Mardon (ur. 25 czerwca 1962 w Edmonton) – kanadyjski pisarz i orędownik osób niepełnosprawnych, założyciel Antarctic Institute of Canada.

## Życiorys
Austin Mardon urodził się w Edmonton, Alberta w 1962 roku. Jego rodzice nazywali się May Mardon i Ernest George Mardon. Austin dorastał w Lethbridge, Alberta. Podczas studiów, Mardon został zaproszony aby być członkiem ekspydycji antarktycznej (1986–1987) szukania meteorytów dla NASA i National Science Foundation. W 1985 roku założył organizację non profit Antarctic Institute of Canada, której celem jest lobbowanie o zwiększenie zakresu badań kanadyjskich na Antarktydzie. W 1992 Mardon był zdiagnozowany, że ma schizofrenię. Po jego diagnozie, uzyskał stopień doktora od Greenwich University
W 2007 roku został odznaczony Orderem Kanady za jego pracę w dziedzinie chorób psychicznych i jako oredownik osób niepełnosprawnych.

## Twórczość
Austin Mardon edytował, napisał i opublikował 50 książek. Jest autorem książki o polityce, historii kanadyjskiej, psychice, nauki, literatury, geografii i literatury dla dzieci, a także licznych artykułów naukowych i abstraktów. Po jego diagnozie schizofrenii, wielu z jego tworów pisemnych odnosi się do chorób psychicznych, ze szczególnym naciskiem na dostarczenie pomocy dla osób niepełnosprawnych.